# Марија Танасковић Пападопулос
Марија Танасковић Пападопулос (грч. Παπαδόπουλος; Београд, 1976) јесте америчка примењена уметница српскога порекла. Вишеструко је награђивана савремена сликарка, вајарка и дизајнерка, призната на светском нивоу.

## Биографија
Рођена је у Београду, у којем је 2001. године дипломирала на Вајарском одсеку Факултета ликовних уметности Универзитета уметности. Од 2004. живи у Оук Бруку близу Чикага, где има свој уметнички студио. У раду користи различите материјале – служи се софтвером за 3Д дизајн и ваја дела од глине и теракоте. Ауторка је бројних акварела, уља, пастела, илустрација, цртежа, фотографија, скулптура, те радова у оквиру графичког и веб дизајна, које је усавршила на Колеџу у Дупејџу. Жели да онима који прате њено стваралаштво пренесе динамичку поруку, која се визуелно транспортује и повезује са реципијентом снажније од речи.
Свој веб-сајт је сама израдила и покренула када су друштвене мреже тек биле у повоју, желевши да плодове талента подели са другима. Касније се он нашао међу најпосећенијим уметничким интернет адресама по избору магазина „NYArts”, који је уз ту информацију објавио и Маријино уље на платну „Залазак сунца” или „Рапсодија у љубичастом”. Уследила је изложба у познатој њујоршкој галерији „Бродвеј”.
Њени радови били су (и још су) предмет значајних самосталних и групних изложби широм света: у Лас Вегасу, Њујорку, Чикагу, Фиренци, Мајамију, Палерму, Нотоу, Хинсдејлу, Геоџе-сију, Фредериксверку, Монте Карлу, Сеулу, Монаку,... Почетком 2019. године приредила је изложбу у родном граду – у Матици исељеника и Срба у региону.
Добитница је многих престижних награда и високих признања, које су је уврстиле у ред међународно признатих стваралаца, инспиратора филмске и модне индустрије и амбасадора културе а које је примила у Лечеу, Фиренци, Венецији, Нотоу, Риму, Милану, Геоџе-сију, Монте Карлу, Катанији, Сеулу...
Увршћена је у „Енциклопедију националне дијаспоре”, коју уређује Иван Калаузовић Иванус.

## Радови (избор)
- Ȍко неба, слика, акварел
- Капија раја, слика, пастел
- Галеб, слика, пастел
- Аполон, скулптура, глина
- Сербона, скулптура, теракота
- Мост, слика, пастел
- Залазак или Рапсодија у љубичастом, слика, уље
- Сфинга, скулптура, глина
- Европа и Посејдон, илустрација
- Геа и њена деца, илустрација
- Херкул, илустрација
- Јабука раздора, илустрација
- Портрет у огледалу 2004, фотографија
- Паунови, слика, пастел
- Слава, скулптура, теракота
- Портрет у огледалу 2013, фотографија
- Дубоки зарон, слика, пастел
- Вода, душа и значење чистог, слика, акварел
- Бели голуб, цртеж, акварел
- Небо, слика, пастел
- Peace Beam, слика, пастел

## Изложбе
- Mensa Photo Cup 2004 (Београд) – кустоси: Емир Кустурица и Урош Петровић – групна изложба
- International Contemporary Masters II (Southern Nevada Museum of Fine Art, Лас Вегас, 2009) – кустос: Деспина Танберг; пастел „Мост” је од тада део сталне музејске поставке
- Broadway Gallery (Њујорк, 2009) – кустоси: Абрахам Лубелски и Басак Малон – групна изложба
- River East Art Center (Чикаго, 2010)
- International Contemporary Masters IV (Southern Nevada Museum of Fine Art, Лас Вегас, 2011) – кустос: Деспина Танберг
- VIII Biennale Internazionale dell’arte contemporanea (Фиренца, 2011)
- Red Dot Art Fair 2013 (Мајами)
- Artexpo New York 2014–2016 (Pier 94) – самосталне изложбе
- 2ª Biennale Internazionale d’arte di Palermo (2015) – пратећа групна изложба педесет аутора у „Соби чуда”; кустоси: др Франческо Северио Русо и др Салваторе Русо
- 1° International prize citta di Noto – patrimonio dell’umanità’ dall’UNESCO (Convitto Ragusa, Ното, Италија, 2015) – групна изложба
- Acquisitions of Fine Art (Хинсдејл, Илиноис, САД, 2015) – самостална изложба; теракоте „Адам” и „Ева” и уље „Према звезди” су од тада део сталне музејске поставке
- Media 3 Art Biennial (2016) – групна онлајн-изложба
- The 2nd International Environment Exhibition „Draw Environment with Art” (Haegeumgang Theme Museum, Геоџе-си, Јужна Кореја, 2016) – групна изложба; акварел „Ȍко неба” је од тада део сталне музејске поставке
- European Art Museum (Фредериксверк, Данска, 2016) – групна изложба; кустос: Лиф Нилсен; фотографија „Портрет у огледалу 2004” је од тада део сталне музејске поставке
- Artexpò Gallery (Монте Карло, 2016) – групна изложба
- The 17th–20th Incheon Metropolitan City Arts Exhibition (Incheon Metropolitan City Museum, Инчон, Јужна Кореја, 2016–2019) – кустос: светски признати сликар-реалиста Ју Чунг Јол
- Art to Science – Science to Art (Галерија „Прогрес”, Београд, 2017) – групна изложба поводом 161 године од рођења Николе Тесле и 125 година од његовог јединог боравка у Београду[12]
- The 23rd–25th Korean Grand Art Exhibition (Sejong Center for the Performing Arts, Сеул, Јужна Кореја новембар 2017–2019) – кустос: Ју Чунг Јол
- Матица исељеника и Срба у региону (Београд, 2019) – самостална изложба акварела
- Monaco Yacht Show – Artifact Gallery Exhibition 2019 (Монако)

## Награде и признања
- Међународна награда за уметничко достигнуће „Apollo” (Лече, Италија, 2013)
- Специјална награда за људска права „Francesco il frate di Assisi” (Лече, 2013)
- Награда за оригинално стилско трагање „Sandro Botticelli” (Фиренца, 2015)
- Признање „Il genio dell’arte” (2015)
- Међународна награда за одабране уметнике „Marco Polo – Art Ambassador” (Венеција, 2015)
- Међународна награда „Noto – patrimonio dell’umanità’ dall’UNESCO” (Ното, 2015)
- Међународна награда за одабране уметнике „Michelangelo – Artist at the Jubilee” (Рим, 2015)
- Награда за уметничку делатност „Il David di Bernini” (Лече, 2015)
- Специјална награда за људска права „Anne Frank” (Лече, 2015)
- Међународна награда за одабране уметнике „Leonardo da Vinci – The Universal Artist” (Фиренца, 2016)
- Међународна награда „Tiepolo – arte Milano” (Милано, 2016)
- Међународна награда за уметност „Minerva – La dea di tutte le arti” (Лече, 2016)
- Сертификат о стручности на пољу сликарства и чланству у Уметничком комитету Међународне културне и уметничке федерације (Геоџе-си, 2016)
- Признање „Prize of Excellence” (Art Addiction Medial Museum, 2016)
- Награда „Palma d’oro per l’arte” (Монте Карло, 2016)
- Награда за вредну и оригиналну технику и стално присуство у свету уметности „Oscar – Best Artist of the Year” (Катанија, Италија 2016)
- Признање за одабране међународне уметнике Јужне Кореје (Сеул, 2016)
- Признање за одабране међународне уметнике „Invited Artist Certificate” (Сеул, 2017)
- Признање за одабране међународне уметнике (Сеул, 2017)

## Публикације (избор)
- International Contemporary Masters Volume 3 (2009) – у магазину су приказани: пастел „Мост”, фотографија „Галеб” и теракота „Аполон”
- Top Websites 2010 (NY Arts, јесен 2009) – у магазину је приказано уље „Залазак сунца”
- Important World Artists Volume 1 (2010) – на насловној страни магазина је приказан пастел „Мост”[13]
- VIII Biennale Internazionale dell’arte contemporanea (2011) – у магазину је приказана теракота „Сербона”
- ArtTour International Magazine – ATIM’s Top 60 Masters of Contemporary Art (2013) – у магазину су приказани: пастели „Небо” и „Паунови” и уље „Залазак сунца”[14]
- The Best Modern and Contemporary Artists 2014 Салватореа Русоа и Франческа Северија Русоа
- Effeto Arte (септембар–окотбар 2014) – на насловној страни магазина је приказана фотографија „Портрет у огледалу 2004”
- Sandro Botticelli Prize 2015 – у каталогу је приказан пастел „Капија раја”
- Il Genio dell’Arte (Effetto Arte, март–април 2015) – у специјалном издању магазина је приказано уље „Сан о Шангри-ли”
- Marco Polo – Art Ambassador International Prize 2015 – у каталогу је приказано уље „Сањајући себе како слика”
- The Best Modern and Contemporary Artists 2015 Салватореа Русоа и Франческа Северија Русоа
- Noto – UNESCO Heritage 2015 – у каталогу је приказана дигитална скулптура „Весна”, која може бити одштампана на 3Д принтеру
- Michelangelo – Artist at the Jubilee 2015 у каталогу је приказана теракота „Световид” (Свети Вид)
- Leonardo Da Vinci – The Universal Artist 2016 у каталогу је приказан пастел „Птичја душа”
- European Art Museum (Фредериксверк, 2016) – у каталогу је приказана фотографија „Портрет у огледалу 2004”
- The 2nd International Environment Exhibition „Draw Environment with Art” (2016) – у каталогу је приказан акварел „Ȍко неба”
- Artexpò Gallery (2016) – у каталогу је приказан пастел „Peace Beam”
- The 17th–20th Incheon Metropolitan City Arts Exhibition (Инчон, Јужна Кореја, децембар 2016–2019) – у каталозима су приказани: пастел „Дубоки зарон”, акварел „Вода, душа и значење чистог” и др.
- The Best Modern and Contemporary Artists 2017 Салватореа Русоа и Франческа Северија Русоа – у књизи је приказан пастел „Дријада и Дечани”
- The 23rd–25th Korean Grand Art Exhibition (Сеул, 2017–2019) – у једном од каталога је приказан цртеж-акварел „Бели голуб”
- The Best Modern and Contemporary Artists 2019 Франческа Северија Русоа и Салватореа Русоа
- Top 10 Contemporary Artists Петруа Русуа (Masters of Today, Лондон, 2019) – у овој књизи, која је дистрибуирана у велики број музеја у свету, приказано је неколико Маријиних дела[15]